# Norwegischer Fußballpokal der Männer 1917
Der norwegische Fußballpokal 1917 (kurz auch NM-Cup 1917 genannt) war die 16. Austragung des Fußballpokalwettbewerbs der Männer. Pokalsieger wurde Sarpsborg FK. Das Team setzte sich im Finale gegen Brann Bergen durch. Es war das erste Finale, das auf Rasen ausgetragen wurde.

## 1. Runde
| Datum      |                     | Ergebnis |                |
| ---------- | ------------------- | -------- | -------------- |
| ??.08.2017 | SK Brage            | 4:3      | IL Sverre      |
|            | IL Brodd            | 6:4      | Frem Bergen    |
|            | SBK Drafn           | 1:0      | Larvik TIF     |
|            | Fram Larvik         | 3:2      | Odds BK        |
|            | Fredrikstad FK      | 2:4      | SFK Lyn Oslo   |
|            | Hamar IL            | 5:1      | Lillestrøm SK  |
|            | Lierfoss FK         | 1:8      | Frigg Oslo FK  |
|            | SFK Mercantile Oslo | 1:2      | Drammens BK    |
|            | Sarpsborg FK        | 5:1      | IF Ready       |
|            | Start Kristiansand  | 2:4      | Stavanger IF   |
|            | Storms BK           | 5:2      | SBK Skiold     |
|            | SFK Trygg Oslo      | 4:3      | FK Lyn         |
|            | Urædd FK            | 4:1      | Kristina BK    |
|            | FK Vidar            | 0:7      | Brann Bergen   |
|            | FK Ørn              | 2:6      | Kvik Halden FK |
|            | Aalesunds FK        | 1:0      | SK Rollon      |

## 2. Runde
| Datum      |                | Ergebnis  |                |
| ---------- | -------------- | --------- | -------------- |
| 26.08.2017 | Stavanger IF   | 8:0       | IL Brodd       |
|            | SFK Lyn Oslo   | 3:1       | SK Brage       |
|            | Kvik Halden FK | 3:0       | Hamar IL       |
|            | Sarpsborg FK   | 3:1       | SBK Drafn      |
|            | Frigg Oslo FK  | 2:1       | SFK Trygg Oslo |
|            | Aalesunds FK   | 00:14     | Brann Bergen   |
|            | Drammens BK    | 3:1       | Urædd FK       |
|            | Fram Larvik    | 1:3 n. V. | Storms BK      |

## Viertelfinale
| Datum      |              | Ergebnis |                |
| ---------- | ------------ | -------- | -------------- |
| 23.09.2017 | SFK Lyn Oslo | 2:0      | Storms BK      |
|            | Stavanger IF | 2:5      | Brann Bergen   |
|            | Sarpsborg FK | 4:1      | Frigg Oslo FK  |
|            | Drammens BK  | 3:5      | Kvik Halden FK |

## Halbfinale
| Datum      |              | Ergebnis |                |
| ---------- | ------------ | -------- | -------------- |
| 30.09.2017 | Sarpsborg FK | 3:1      | Kvik Halden FK |
|            | SFK Lyn Oslo | 0:3      | Brann Bergen   |

## Finale
| Sarpsborg FK                                      | Sarpsborg FK | Brann Bergen | Brann Bergen |
| ------------------------------------------------- | --- | --- | ------------ |
| Sarpsborg FK                                      | \| Finale \| \| 14. Oktober 1917 in Stavanger (Stavanger Stadion) \| \| Ergebnis: 4:1 (2:0) \| \| Zuschauer: 10.000 \| \| Schiedsrichter: Arne Wendelborg \| \| Spielbericht \|    | \| Finale \| \| 14. Oktober 1917 in Stavanger (Stavanger Stadion) \| \| Ergebnis: 4:1 (2:0) \| \| Zuschauer: 10.000 \| \| Schiedsrichter: Arne Wendelborg \| \| Spielbericht \|            | Brann Bergen |
| Sarpsborg FK                                      | Ingvald Martinsen – Bruun Hansen, Henry Hansen – Petter Pedersen, Asbjørn „Assi“ Halvorsen, Peder Jensen – Einar Andersen, Einar Nordlie, Erling Gustavsen, Alf Simensen, Per Holm | Sigurd Wathne – Hjalmar Sunde, Frithjof Tønnesen – Sigurd Bøschen, George Deans, John Johnsen – Alf Berstad, Torkel „Tokken“ Trædal, Bjarne Johnsen, Rudolf Olsen, Laurentius „Lauen“ Eide | Brann Bergen |
| Sarpsborg FK                                      | 1:0 Einar Nordlie (34.) 2:0 Einar Nordlie (44.) 3:1 Alf Simensen (57.) 4:1 Asbjørn „Assi“ Halvorsen (59.)                                                                          | 2:1 John Johnsen (50.) | Brann Bergen |
| Finale                                            | | |              |
| 14. Oktober 1917 in Stavanger (Stavanger Stadion) | | |              |
| Ergebnis: 4:1 (2:0)                               | | |              |
| Zuschauer: 10.000                                 | | |              |
| Schiedsrichter: Arne Wendelborg                   | | |              |
| Spielbericht                                      | | |              |